# 杜氏棘蟾鮟鱇
杜氏棘蟾鮟鱇，為輻鰭魚綱鮟鱇目棘茄魚亞目夢角鮟鱇科的一種魚類。分布於中太平洋海域，屬深海魚類，棲息深度0-2500公尺，雌魚體長可達11.7公分，生活習性不明，不具任何經濟價值。

## 扩展阅读
維基物種上的相關：杜氏棘蟾鮟鱇